# Електричні соми
Електричні соми (Malapteruridae) — родина сомоподібних. Складається з 2 родів та 19 видів. Деякі види відомі лише за музейними експонатами.

## Опис
Загальна довжина представників цієї родини коливається від 12 см до 1,22 м при максимальній вазі до 20—25 кг. Голова помірного розміру. Мають 3 пари вусиків. Надпліччя вільно з'єднано з черепом. Тулуб подовжений, циліндричної форми. Відсутній спинний плавець. Є рибами з добре розвиненими електрогенними органами. Останні є похідними від передньої мускулатури тіла і лінії порожнини тіла. Великі дорослі особини здатні виробляти напругу від 350 до 600 Вт. Плавальний міхур має подовжені задні камери: у представників роду Електричний сом їх 2, у — Paradoxoglanis їх 3. Жировий плавець великий, розташовано біля хвостового плавця. Анальний плавець міститься далеко позаду. Усі плавці не мають колючок. Хвостовий плавець закруглено.
Забарвлення коливається від світло-коричневого та оливкового до чорного кольору.

## Розповсюдження
Зустрічаються в тропічній Африці (річки Сенегал, Конго і Замбезі) й річці Ніл.

## Спосіб життя
Воліють вести сутінковий і нічний спосіб життя. Це хижі риби, які приголомшують жертву потужним електричним ударом. Також свою зброю застосовують при захисті території і при обороні. Живляться рибою,

## Стосунки з людиною
Були відомі ще у Стародавньому Єгипті. Перше відоме зображення електричного сома виявлено на грифельній палетці фараона Нармера, що належить до часу близько 3100 року до н. е. В медицині останнього використовували цих сомів для лікування нервових захворювань.
На сьогодні виявлено, що ці соми не становлять небезпеку для життя людини.

## Роди
- Malapterurus
- Paradoxoglanis